# Нефела
Нефела је у грчкој митологији нимфа облака. Направио је Зевс по Херином обличју од облака, како би насамарио Иксиона. Нефела је Иксиону родила непризнато дијете Кентаура, који је оплодио магнезијске кобиле и постао отац осталим кентаурима.